# Konfigurációs fájl
A konfigurációs fájl (más néven config fájl) egy olyan fájl, amely adatokat tárol egy szoftverrendszer – például egy alkalmazás, egy szerver vagy egy operációs rendszer – beállításainak meghatározásához.
Néhány alkalmazás eszközt biztosít a konfigurációs fájljaik szintaxisának létrehozásához, módosításához és ellenőrzéséhez, néha grafikus felhasználói felületen (GUI) keresztül. Kontextus kedvéért a rendszergazdáktól elvárható, hogy szöveges konfigurációs fájlokat hozzanak létre és módosítsanak egy szövegszerkesztőben. A szerverfolyamatok és az operációs rendszer beállításainak kezelésére gyakran nem létezik egységes eszköz, azonban egyes operációs rendszerek kínálhatnak grafikus felületű megoldásokat, például a YaSTot vagy a debconf-ot.
Néhány számítógépes program csak indításkor olvassa be a konfigurációs fájljait. Mások rendszeresen ellenőrzik a konfigurációs fájlokat a változások szempontjából. A felhasználók bizonyos programokat utasíthatnak arra, hogy olvassák be újra a konfigurációs fájlokat és alkalmazzák a módosításokat a futó folyamat során, vagy akár tetszőleges fájlokat is betölthetnek konfigurációs fájlként. Általános, egységes szabványok vagy konvenciók azonban nem léteznek.

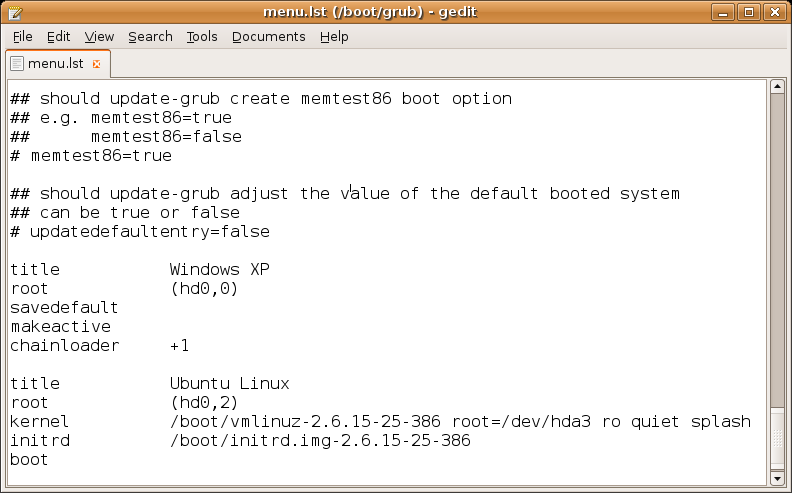
Egy konfigurációs fájl a GNU GRUB- hoz.

Általánosságban elmondható, hogy egy konfigurációs fájl bármilyen formátumú lehet. Az adott rendszerre vonatkozó formátumot az adott rendszer felépítése határozza meg. Gyakran szabványosított formátumokat alkalmaznak, mivel ezek lehetővé teszik olyan eszközök használatát, amelyek kifejezetten az adott formátumhoz készültek – még akkor is, ha nem a felhasználó rendszeréhez lettek tervezve. Különösen népszerűek az általános célú szerializációs formátumok, mint például a JSON, XML és YAML, gyakran használják nyílt forráskódú és platformsemleges szoftverekben. Ezen formátumok specifikációi általában nyilvánosan elérhetők a széles körű használat támogatása érdekében.
Az alábbi táblázat a konfigurációs adatok tárolására használt legjelentősebb formátumokat hasonlítja össze.
| Formátum | Formális specifikáció | Megjegyzések engedélyezettek | Típusos szintaxis |
| -------- | --------------------- | ---------------------------- | ----------------- |
| CUE      | Igen                  | Igen                         | Igen              |
| INI      | Nem                   | Igen                         | Nem               |
| JSON     | Igen                  | Nem                          | Igen              |
| TOML     | Igen                  | Igen                         | Igen              |
| UCL      | Nem                   | Igen                         | Igen              |
| YAML     | Igen                  | Igen                         | Igen              |
| XML      | Igen                  | Igen                         | Nem               |

A szintaxis típusozási oszlopa jelzi, hogy a szintaxis támogatja-e az adattípusokat. Egy formátum szintaxistípusos, ha az érték típusát szintaxis határozza meg – pl. true egy logikai érték, míg "true" egy karakterlánc. Egy formátum akkor nem rendelkezik szintaxistípus-meghatározással, ha az érték típusa a szemantikától függ – például a true és a "true" is logikai értékként értelmezhető, amennyiben az elemző logikai típust vár. A szintaxistípus-tipizálás értékéről megoszlanak a vélemények.
Az alábbiakban példákat találunk különböző konfigurációs fájlokra., amelyeket az operációs rendszerek szerint rendeztünk, amelyeken általában használják őket.

## Unix és Unix-szerű
Számos különböző fájlformátumot használnak Unix és Unix-szerű operációs rendszereken.Ennek ellenére erős hagyomány alakult ki az ember által szerkeszthető, egyszerű szöveges formátumok használatában, amelyek gyakran kulcs–érték párokból állnak. Az ilyen fájlokhoz jellemzően a .cnf, .conf, .cfg, .cf vagy .ini kiterjesztéseket használják.
Sok formátum engedélyezi a megjegyzéseket, ebben az esetben az egyes beállítások letilthatók a megjegyzés karakterrel eléjük illesztve. Az alapértelmezett konfigurációs fájlok gyakran részletes belső dokumentációt tartalmaznak, amelyet megjegyzések formájában helyeznek el bennük., és a man fájlokat jellemzően a formátum és az elérhető beállítások dokumentálására is használják.
A rendszer szintű szoftverek gyakran a /etc könyvtárban tárolt konfigurációs fájlokat használják, míg a felhasználói alkalmazások gyakran egy „dotfile”-t – egy ponttal előtagolt fájlt vagy könyvtárat a saját könyvtárban –, amely Unixban elrejti a fájlt vagy könyvtárat a véletlenszerű listázás elől. Mivel ez szennyezést okoz, az újabb felhasználói alkalmazások általában létrehoznak egy saját mappát a .config könyvtárban, amely a saját könyvtár szabványosított alkönyvtára.
A konfigurációs fájlokhoz hasonlóan egy run command (rc) shell szkript is konfigurálhat egy shell munkamenetet.Az ilyen szkripteket gyakran egy rc utótaggal látják el, amely a felhasználó által használt program nevéhez kapcsolódik – például: .xinitrc, .vimrc, .bashrc, vagy xsane.rc.
Ezzel szemben az IBM AIX egy Object Data Manager (ODM) a rendszerbeállítások nagy részének tárolására adatbázist használ.

## MS-DOS
Az MS-DOS-nak a config.sys fájl az elsődleges konfigurációs fájlja; egy egyszerű szöveges fájl, amely kulcs–érték párokat tartalmaz (például: DEVICEHIGH=C:\DOS\ANSI.SYS).Az MS-DOS 6 bevezette az INI fájlformátumot. Az rc fájlhoz hasonlóan az autoexec.bat nevű batch fájl is indításkor parancsokat futtatott. Mindkét fájlt megőrizték a Windows 98 SE-ig, amely továbbra is MS-DOS alatt futott.
Példa config.sys fájlra:
```
DOS
=
HIGH,UMB

DEVICE
=
C:\DOS\HIMEM.SYS

DEVICE
=
C:\DOS\EMM386.EXE RAM

DEVICEHIGH
=
C:\DOS\ANSI.SYS

FILES
=
30

SHELL
=
C:\DOS\COMMAND.COM C:\DOS /E:512 /P

```

A DOS alkalmazások sokféle egyedi konfigurációs fájlt használtak, amelyek többsége bináris formátumú, zárt és nem dokumentált volt – nem léteztek egységes konvenciók vagy szabványos formátumok.

## Windows

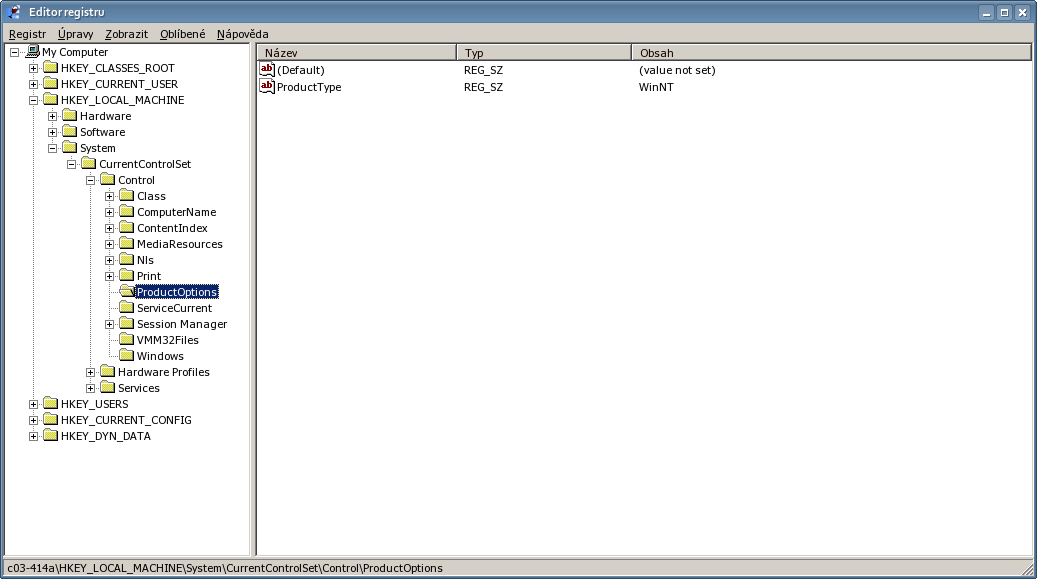
A REGEDIT alkalmazás, amelyet a Windows rendszerleíró adatbázis adatainak szerkesztésére használnak

A korai Windows operációs rendszerek nagymértékben használták a sima szöveges INI fájlokat, amelyek az operációs rendszer és az alkalmazások konfigurálásának elsődleges mechanizmusaként szolgáltak.  Az ezek olvasására és írására szolgáló API-k a mai napig megtalálhatók a Windows operációs rendszerben, de 1993 után a Microsoft elkezdte a fejlesztőket elterelni az INI fájlok használatától, és a beállításokat a beállításjegyzékben, a konfigurációs beállítások tárolására szolgáló hierarchikus adatbázisban tárolni, amelyet a Windows NT- vel vezettek be. A későbbi rendszerek XML-t és más formátumokat használnak a beállításjegyzék helyett.

## macOS
A Property List a macOS (valamint az iOS, NeXTSTEP, GNUstep és Cocoa alkalmazások) szabványos konfigurációs fájlformátuma – olyan fájlformátum, amely egységes szerkezetet és szintaxist biztosít a szoftverek beállításainak tárolásához. .plist fájlkiterjesztést használja.

## IBM OS/2
Az IBM OS/2 bináris formátumot használ, szintén egy .INI utótag, de ez eltér a Windows verzióktól. Típus nélküli kulcs-érték párok listáját tartalmazza. Két fájl szabályozza a rendszerszintű beállításokat: az OS2. INI és OS2SYS. INI. Az alkalmazásfejlesztők választhatnak, hogy használják-e őket, vagy létrehoznak-e egy külön fájlt az alkalmazásaik számára.

### HarmonyOS és OpenHarmony operációs rendszerek
A HarmonyOS és az OpenHarmony alapú operációs rendszerek JSON konfigurációs fájlokat használnak, amelyek neve config.json. A DevEco Studio nevű platform IDE metódusokat biztosít config.json szerkesztéséhez.

## Fordítás
Ez a szócikk részben vagy egészben  a   Configuration file című angol Wikipédia-szócikk ezen változatának fordításán alapul.  Az eredeti cikk szerkesztőit annak laptörténete sorolja fel. Ez a jelzés csupán a megfogalmazás eredetét és a szerzői jogokat jelzi, nem szolgál a cikkben szereplő információk forrásmegjelöléseként.